# Красная Река (село)
Красная Река — село в Старомайнском районе Ульяновской области России, административный центр Краснореченского сельского поселения.

## География
Село расположено при р. Красной (приток р. Майны), в 12 км восточнее рабочего посёлка Старая Майна и в 55 км южнее областного центра Ульяновск.

## История
Село Красная Река возникло в начале 1660-х годов заселением новокрещёной мордвой-эрзян из Нижегородского уезда, когда была построена Закамская засечная черта.
В 1708 году село по «Ногайской дороге» вошло в состав Казанского уезда Казанской губернии (1708—1781).
Во второй половине XVIII века сюда, к укоренившимся инородцам, стали подселяться русские поселенцы, постепенно заселяя левую часть берега.
Первая церковь в Красной Реке, в честь Святого Великомученика Дмитрия Солунского, была построена после 1748 года и село стало называться — Дмитриевское Красная Речка тож.
В 1771 году село Красная Река практически всё сгорело и было отстроено заново, может быть, даже на новом месте. В тот год в «новопостроенном селе Красная Река» еще упоминалась Дмитриевская церковь, а в 1773 году в селе уже была построена новая деревянная церковь с престолом Покрова Пресвятой Богородицы, перестроена и освящена в 1858 году. В 1912 году построена новая каменная церковь. С постройкой Покровской церкви село стало называться Покровское. [Карта 1816 г.]
В 1780 году при создании Симбирского наместничества, село Красная Река вошло в состав Ставропольского уезда. В 1796 году — в Симбирской губернии.
В 1851 году село вошло в состав Ставропольского уезда Самарской губернии.
В 1858 году в селе тщанием прихожан была построена новая деревянная, крытая железом, на каменном фундаменте церковь, с тем же престолом — Покрова Пресвятой Богородицы.
В 1861 году село вошло в Старомайнскую волость.
В 1866 году для крестьянских детей было открыто училище.
В 1875 году в селе открылась земско-общественная одноклассная школа.
В 1894 году в селе открыли церковно-приходскую школу.
Весной 1918 года в селе был образован сельский Совет.
Во времена НЭПа красноречинцами были основаны новые поселения: Новая Жизнь, Ильменьковка, Сухая Речка, Садовка, Плуг, Красная Поляна, Трубенское объединение (в народе — «Труба»). Но с началом Коллективизации, за исключением Садовки и Красной Поляны, посёлки были ликвидированы, а его жители вернулись в родное село.
В 1928 году село вошло в состав Старомайнского района
В 1929 году селе Красная Река был образован колхоз имени Ленина. Но на другой год колхоз разделился на колхоз имени Гая, куда вошли крестьяне Старой деревни, Лайкино, Грязнухи и колхоз имени Чапаева, в который вошла левобережная часть села.
В 1930 году в селе закрыли церковь.
За годы Великой Отечественной войны погибло 312 односельчан.
В 1943 году село вошло в состав Старомайнского района Ульяновской области.
В 1948 году под новую школу на средства колхоза имени Молотова (Андреевка) здесь был куплен двухэтажный деревянный барский дом.
В феврале 1951 года к колхозу имени Чапаева присоединились колхозы «Садовка» и «Плуг», а затем, в связи с созданием Куйбышевского водохранилища, на северную левобережную окраину села переселяются жители поселка Плуг, образуя Плуговской конец, а часть жителей села Головкино переселилась на западную часть, образуя при въезде в село Головкинский выселок.
В 1956 году произошло объединение двух сельских колхозов — Молотова и Чапаева в один колхоз имени Чапаева.
На начало 2000-х годов в селе размещались: средняя школа, Дом культуры, больница, правление колхоза им. Чапаева
В 2005 году село Красная Река стало административным центром Краснореченского сельского поселения.

## Население
| 1859 | 1889  | 1897  | 1910  | 2010  | 2013  |
| ---- | ----- | ----- | ----- | ----- | ----- |
| 1894 | ↗2804 | ↗3236 | ↗3960 | ↘1312 | ↗1338 |

| Год  | Число дворов | Число жителей | Примечания                                                         |
| ---- | ------------ | ------------- | ------------------------------------------------------------------ |
| 1780 |              | 338           | Ревизских душ, ясашных крестьян,                                   |
| 1795 | 180          | 1013          |                                                                    |
| 1859 | 207          | 1894          |                                                                    |
| 1884 | 460          | 2558          |                                                                    |
| 1889 | 454          | 2804          |                                                                    |
| 1900 | 547          | 3252          | церковь, 2 школы.                                                  |
| 1910 | 652          | 3960          | (мордва, русские); Церковь, школы: зем и церк. прих., ветр. мельн. |
| 1930 | 694          | 3187          |                                                                    |
| 1959 |              | 2630          |                                                                    |
| 1996 |              | 1293          |                                                                    |
| 1999 | 503          | 1277          |                                                                    |
| 2017 |              | 1338          |                                                                    |

## Известные уроженцы
- Герой Советского Союза Ежов Константин Андреевич.
- Герой обороны Брестской крепости в 1941 году Наганов Алексей Фёдорович[20][21][22][23][24][25][26][27][28][29][30][31][32][33].

## Достопримечательности
- На территории школы в с. Красная Река установлен памятник-бюст лейтенанту Наганову Алексею Фёдоровичу (открыт в 1959 г.)[34][35]
- Храм в честь Покрова Пресвятой Богородицы — Распоряжением Главы администрации Ульяновской области от 29 июля 1999 года № 959-р храму был присвоен статус выявленного объекта культурного наследия[35][36][37].
- Дом крестьянина Никулова Давыда (кон. XIX в.)
- Дом крестьянина Никулова Константина, (кон. XIX в.)
- Дом крестьянина Кузнецова (кон. XIX в.)
- Дом крестьянина Катаева с постоялым двором, (кон. XIX в.)
- В 1,5 км к юго-западу от села — курганная группа. По берегам реки Красная — пять селищ Именьковской и Волжско-Булгарской культур[19].Объекты археологического наследия[35].
- Бюст А. Ф. Наганова[38].
- Краснореченский межрегиональный сказочно-фольклорный фестиваль имени А. К. Новопольцева (С 2002 г., в августе 2017 г. он пройдет в 15-й раз)[39].

## Инфраструктура
Покрова Пресвятой Богородицы (новая, 2012), Покровская церковь (церковь Покрова Пресвятой Богородицы (восстанавливается)), средняя школа, Дом культуры, правление колхоза имени Чапаева.

## Галерея

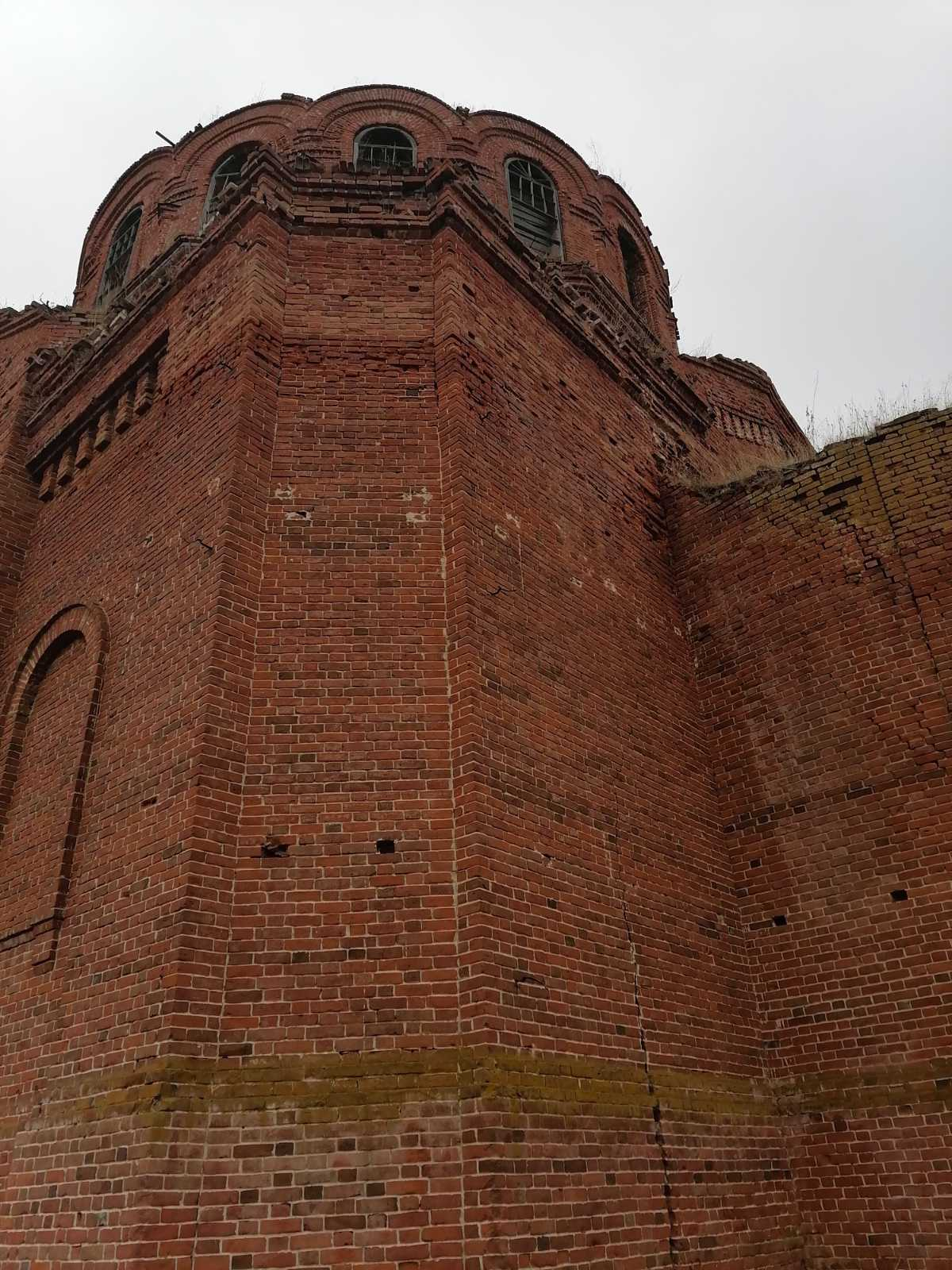
Храм в честь Покрова Пресвятой Богородицы.
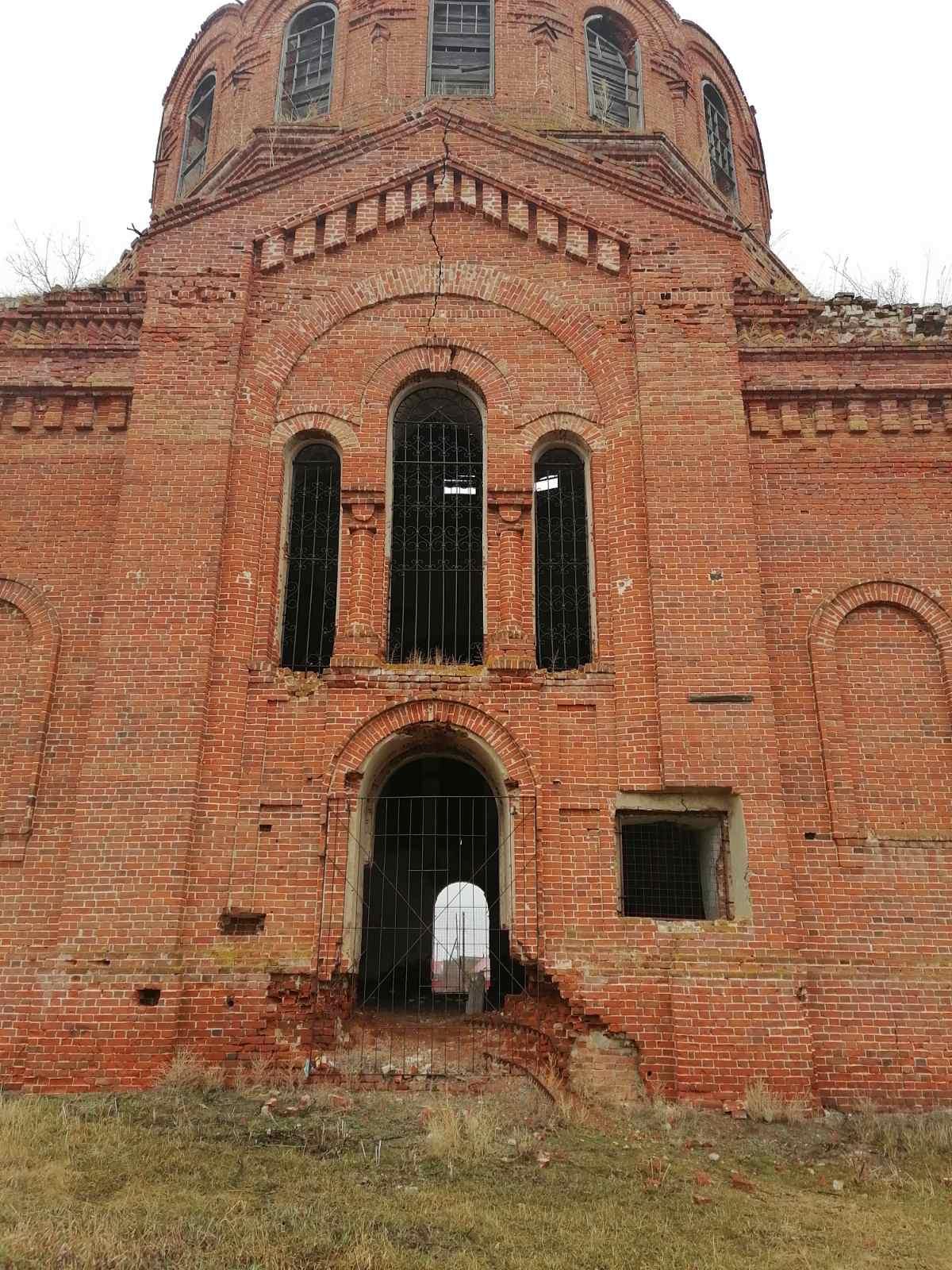
Храм в честь Покрова Пресвятой Богородицы.
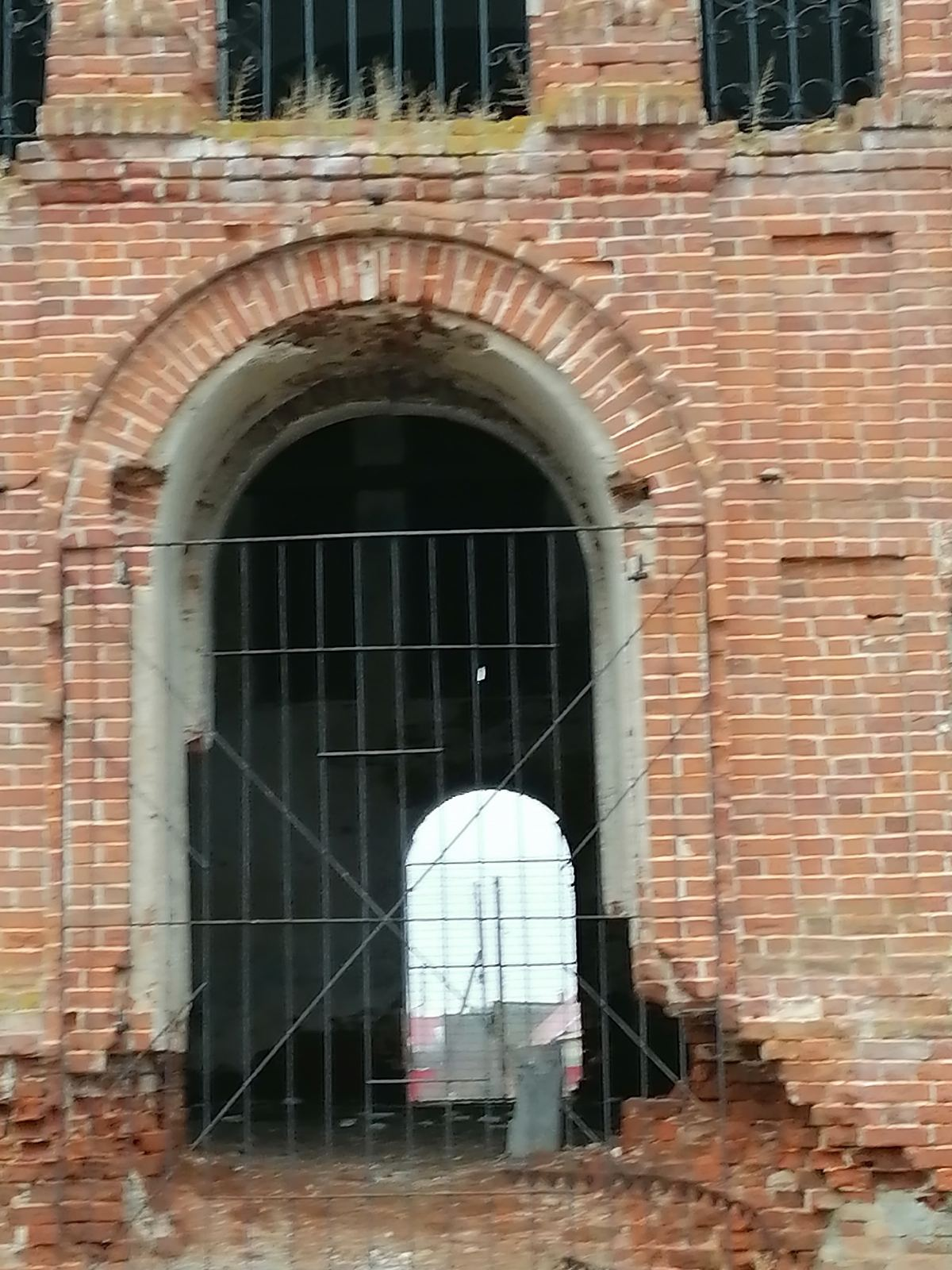
Церковь, с. Красная Река.
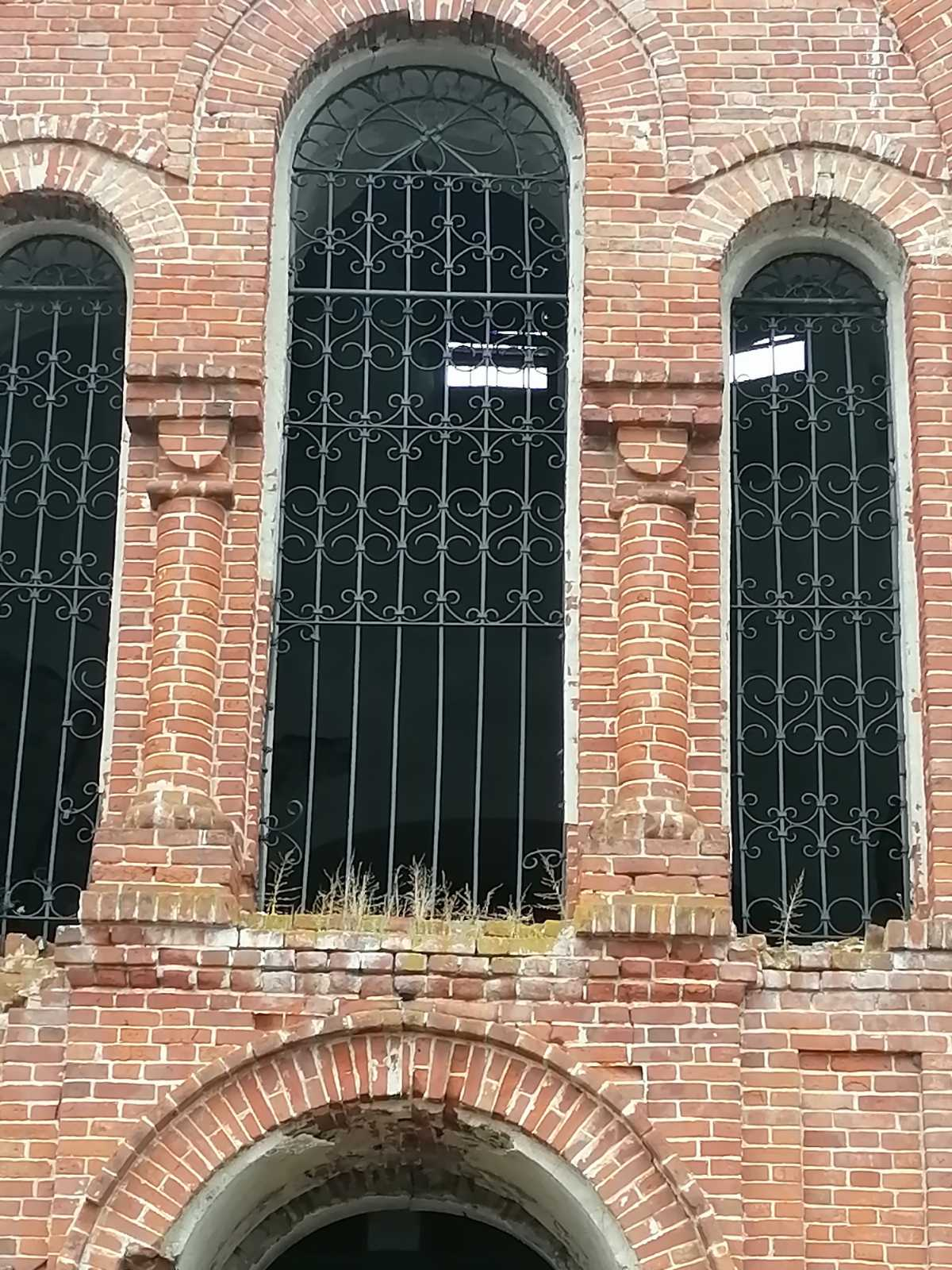
Церковь, с. Красная Река.
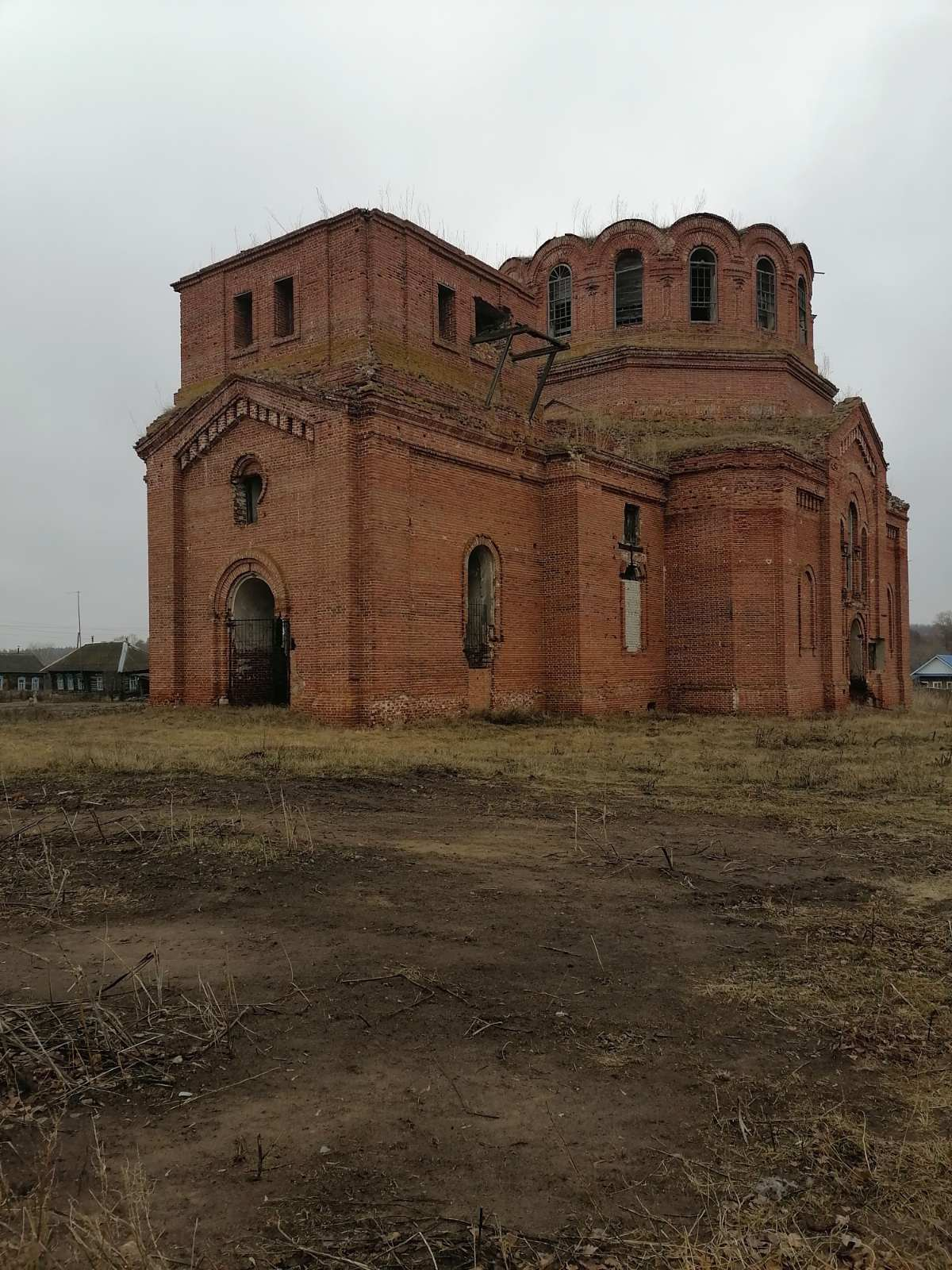
Церковь (с. Красная Река).
Бюст А. Ф. Наганова.